# Timezrit
Timezrit (em árabe: تيمزريت) é uma comuna localizada na província de Bugia, no norte da Argélia. Segundo o censo de 2008, a população total da cidade era de 35 000 habitantes.